# Monilea pantanellii
Monilea pantanellii is een slakkensoort uit de familie van de Trochidae. De wetenschappelijke naam van de soort is voor het eerst geldig gepubliceerd in 1888 door Caramagna als Gibbula pantanellii.